# Jugendarzt
Die Spezialisierung als Jugendarzt war im Gesundheitswesen der Deutschen Demokratischen Republik (DDR) eine auf einem zweijährigen Zusatzstudium basierende Form der ärztlichen Weiterbildung.
Die Möglichkeit zur formalen Qualifizierung zum Jugendarzt bestand ab 1982 und folgte Lehrgängen mit freiwilliger Beteiligung, die ab den 1970er Jahren an der Akademie für Ärztliche Fortbildung der DDR angeboten wurden. Spezielle fachliche Schwerpunkte der Ausbildung, die sich insbesondere an im schulärztlichen Bereich tätige Ärzte richtete, waren präventivmedizinische Aspekte, die Einschätzung des altersbezogenen Gesundheits- und Entwicklungsstandes von Jugendlichen, die Verhütung, Bekämpfung und epidemiologische Erfassung von Infektionskrankheiten, die Umsetzung von Hygienemaßnahmen in den Sanitäreinrichtungen von Kindergärten und Schulen, die Gesundheitserziehung von Jugendlichen sowie die Notfallversorgung im Jugendalter.
Fachlich und organisatorisch zuständig für die Weiterbildung zum Jugendarzt waren die Sektion Kinder- und Jugendgesundheitsschutz der Gesellschaft für Pädiatrie der DDR, die Akademie für Ärztliche Fortbildung der DDR und das Ministerium für Gesundheitswesen. Nachdem zunächst eine eigenständige Facharztanerkennung geplant war, erfolgte die Ausbildung in der Praxis als funktionsbezogene Qualifizierung nach vorher abgeschlossener Facharztausbildung, für welche die Fachrichtungen Pädiatrie, Allgemeinmedizin oder Sozialhygiene empfohlen wurden. Die Weiterbildung zum Jugendarzt wurde in der DDR von nahezu allen im Bereich des Gesundheitsschutzes von Kindern und Jugendlichen tätigen Ärzten genutzt.
In der Bundesrepublik Deutschland existierten in den 1980er und 1990er Jahren an der Universität Bielefeld vergleichbare Lehrgänge, die jedoch nicht auf bundeseinheitlichen Fortbildungs- und Anerkennungsregelungen basierten.